# Estación de Estadio (Cercanías Cádiz)
Estadio es un estación ferroviaria situada en la ciudad española de Cádiz bajo la Avenida de la Sanidad Pública, junto al Estadio Nuevo Mirandilla, en el barrio de La Laguna. Es una estación subterránea que forma parte de la línea C-1 de Cercanías Cádiz y de la línea T-1 de TramBahía. Dispone también de servicios de Media Distancia.

## Situación ferroviaria
Se encuentra en el punto kilométrico 154,9 de la línea férrea de ancho ibérico Alcázar de San Juan-Cádiz. El kilometraje toma como punto de partida la ciudad de Sevilla, ya que este trazado va unido a la línea Sevilla-Cádiz posteriormente integrada por Adif en la ya mencionada línea Alcázar de San Juan-Cádiz. El tramo es de vía doble y está electrificado.

## La estación
Esta estación se inauguró en 2002 tras haber realizado el soterramiento de las vías férreas dentro de Cádiz. Además del estadio citado, se encuentra cerca de la avenida de Cayetano del Toro y a menos de 500 m de la playa de la Victoria de Cádiz. En su diseño guarda gran similitud con la de una estación de metro donde dos andenes laterales dan acceso a dos vías.

## Servicios ferroviarios

### Media Distancia
Los trenes MD de la línea 65 que opera Renfe se detienen en la estación a razón de cuatro trenes diarios. Dicha línea cubre el trayecto Sevilla-Cádiz aunque algunas relaciones continúan o provienen de Jaén. 
| Línea MD | Trenes | Origen/Destino |  | Destino/Origen |
| -------- | ------ | -------------- |  | -------------- |
| 65       | MD     | Sevilla        |  | Cádiz          |

### Cercanías
La estación tiene servicio de cercanías con una frecuencia que oscila entre 15 y 60 min en sentido Cádiz y en sentido Jerez hasta San Fernando-Bahía Sur y entre 30 y 60 min en sentido Jerez más allá de la estación antes citada los días laborables. Los fines de semana y festivos la frecuencia es de 1 tren cada hora todo el día.
| procedencia/destino | < estación     | Línea | estación > | destino/procedencia |
| ------------------- | -------------- | ----- | ---------- | ------------------- |
| Cádiz               | Segunda Aguada |       | Cortadura  | Aeropuerto de Jerez |

### TramBahía
Desde el 26 de octubre de 2022, la estación acoge los servicios ferroviarios de la línea T-1 del Tren tranvía de la Bahía de Cádiz (TramBahía), que conecta Cádiz con San Fernando y Chiclana de la Frontera, siguiendo un recorrido mixto de tren y tranvía. La frecuencia horaria se ha adaptado al horario de Cercanías de Renfe, con lo que los trenes combinan de manera efectiva los trayectos completos de Chiclana a Cádiz capital, y viceversa, con trayectos cortos que favorecen el trasbordo ágil y funcional con la línea C-1 de Jerez–Cádiz en la estación de Río Arillo, realizando únicamente el recorrido entre esta estación y Pelagatos.
| procedencia/destino | < estación     | Línea | estación > | destino/procedencia |
| ------------------- | -------------- | ----- | ---------- | ------------------- |
| Cádiz               | Segunda Aguada |       | Cortadura  | Pelagatos           |